# ژاک هرولد
ژاک هرولد (انگلیسی: Jacques Hérold؛ ۱۰ اکتبر ۱۹۱۰ – ۱۱ ژانویهٔ ۱۹۸۷) نقاش سبک فراواقع‌گرایی اهل پیاترا نئم رومانی بود.